# U-393
U-393 — средняя немецкая подводная лодка типа VIIC времён Второй мировой войны.

## История
Заказ на постройку субмарины был отдан 20 января 1941 года. Лодка была заложена 8 апреля 1942 года на верфи Ховальдсверке, Киль, под строительным номером 25, спущена на воду 15 мая 1943 года, вошла в строй 3 июля 1943 года под командованием оберлейтенанта Альфреда Радермахера.

### Командиры
- 3 июля 1943 года — 30 сентября 1944 года оберлейтенант цур зее Альфред Радермахер
- 1 октября 1944 года — 13 января 1945 года оберлейтенант цур зее Вальтер Ценкер
- 14 января 1945 года — апрель 1945 года оберлейтенант цур зее Иоахим Зигер
- апрель 1945 года — 4 мая 1945 года оберлейтенант цур зее Фридрих-Георг Херле

### Флотилии
- 3 июля 1943 года — 31 октября 1944 года — 5-я флотилия (учебная)
- 1 ноября 1944 года — 31 марта 1945 года — 24-я флотилия(экспериментальная)(eb)
- 1 апреля 1945 года — 5 мая 1945 года — 5-я флотилия (учебная)

### История службы
Лодка не совершала боевых походов, использовалась в качестве учебной. Была атакована 4 мая 1945 года в заливе Гельтинг в районе с координатами 54°53′ с. ш. 09°37′ в. д. американскими самолётами. 2 человека погибли.
На следующий день, 5 мая, была затоплена в ходе операции «Регенбоген» в районе с координатами 55°34′ с. ш. 09°49′ в. д..
До февраля 1990 года историки считали, что 4 мая 1945 года лодку тяжело повредили британские самолёты типа «Бофайтер». На самом деле ими была атакована U-2351, получившая незначительные повреждения.